# Fluorfosfohedifana
La fluorfosfohedifana és un mineral de la classe dels fosfats, que pertany al grup de l'hedifana. Rep el seu nom per ser el mineral anàleg amb fluor de la fosfohedifana.

## Característiques
La fluorfosfohedifana és un fosfat de fórmula química Ca₂Pb₃(PO₄)₃F. Va ser aprovada com a espècie vàlida per l'Associació Mineralògica Internacional l'any 2009. Cristal·litza en el sistema hexagonal. Es troba en forma de prismes hexagonals amb terminacions piramidals, de fins aproximadament 0,5 mil·límetres de longitud; en intercreixements sub-paral·lels i grups irregulars. La seva duresa a l'escala de Mohs és 4. És l'anàleg amb fluor de la fosfohedifana.
Segons la classificació de Nickel-Strunz pertany a «08.BN - Fosfats, etc. amb anions addicionals, sense H₂O, només amb cations de mida gran, (OH, etc.):RO₄ = 0,33:1» juntament amb els següents minerals: aradita, magganasita, fluorpiromorfita, fluorsigaiïta, fluoralforsita, alforsita, belovita-(Ce), clorapatita, mimetita-M, johnbaumita-M, fluorapatita, hedifana, hidroxilapatita, johnbaumita, mimetita, morelandita, piromorfita, fluorstrofita, svabita, turneaureïta, vanadinita, belovita-(La), deloneïta, fluorcafita, kuannersuïta-(Ce), hidroxilapatita-M, fosfohedifana, hidroxilpiromorfita, estronadelfita, carlgieseckeïta-(Nd), vanackerita, miyahisaïta, pieczkaïta, hidroxilhedifana, pliniusita, parafiniukita, arctita, krügerita i goryainovita.

## Formació i jaciments
Va ser descoberta a la mina Blue Bell, a Baker, al comtat de San Bernardino (Califòrnia, Estats Units). També ha estat descrita a la mina Gottesehre, a Urberg, i a la mina Haus Baden, a Sehringen, tots dos indrets a la Selva Negra (Alemanya). Sol trobar-se associada a altres minerals com: cerussita, crisocol·la, fluorita, fluorapatita, goethita, guix, mimetita, òpal, fosfohedifana, plumbogummita, plumbofil·lita, plumbotsumita, quars i wulfenita.